# Wang Ximeng
Wang Ximeng (xinès: 王希孟; pinyin: Wáng Xīmèng) fou un pintor xinès que va viure sota la dinastia Song. De la seva vida se sap molt poc. No es coneixen les dates exactes del seu naixement ni de la seva mort (1096?- 1119?). Va ser molt valorat en el període dels Song del Nord. Va destacar com a nen prodigi i va morir molt jove als 23 anys. Va ser un pintor de la cort.
Segons sembla va rebre ensenyaments de l'emperador Huizong que també pintava. El seu estil està vinculat al denominat estil blau i verd de paisatges, De la seva obra només s'ha conservat A mil li de rius i muntanyes considerada una de les obres cimeres de l'art xinès. Va ser redescobert com a gran artista segles més tard.